# Claudia McNeil
Claudia McNeil (Maryland, 13 de agosto de 1917 – Nova Jersey, 25 de novembro de 1993) foi uma atriz americana conhecida por estrear o papel da matriarca Lena Younger nas produções teatrais e cinematográficas de A Raisin in the Sun.
Mais tarde, ela apareceu em uma produção de 1981 da versão musical da peça Raisin, apresentada pelo Equity Library Theatre. Ela foi indicada duas vezes ao Tony Award, primeiro por sua atuação no palco em A Raisin in the Sun (1959), e novamente pela peça Tiger Tiger Burning Bright em 1962. Ela também foi indicada ao Globo de Ouro e ao BAFTA por a versão cinematográfica de A Raisin in the Sun em 1961.

## Vida e carreira
McNeil nasceu em Baltimore, Maryland, filha de Marvin Spencer McNeil, que era negro, e Annie Mae (Anderson) McNeil, uma mulher Apache. A família mudou-se para Nova Iorque logo após seu nascimento. Ela foi criada por sua mãe depois que seu pai deixou a família. Aos 12 anos, McNeil começou a trabalhar para The Heckscher Foundation for Children. Lá ela conheceu um casal judeu que mais tarde a adotou, e McNeil tornou-se fluente em iídiche.
Ela se tornou bibliotecária licenciada, mas logo começou a cantar em teatros de vaudeville, e a se apresentar em casas noturnas no Harlem, Greenwich Village e na 52nd Street. McNeil também cantou para o Katherine Dunham Dance Troupe em sua turnê sul-americana.
Ela foi aconselhada por Ethel Waters a começar a atuar e fez sua estreia nos palcos de Nova Iorque em 1953, sendo substituta de Jacqueline Andre no papel de Tituba em As Bruxas de Salem no Martin Beck Theatre. Ela assumiu o papel pela primeira vez em meados de março de 1953. Quatro anos depois, Langston Hughes a escolheu para cantar em sua peça musical Simply Heavenly. Ela foi aclamada pela crítica por esse papel.

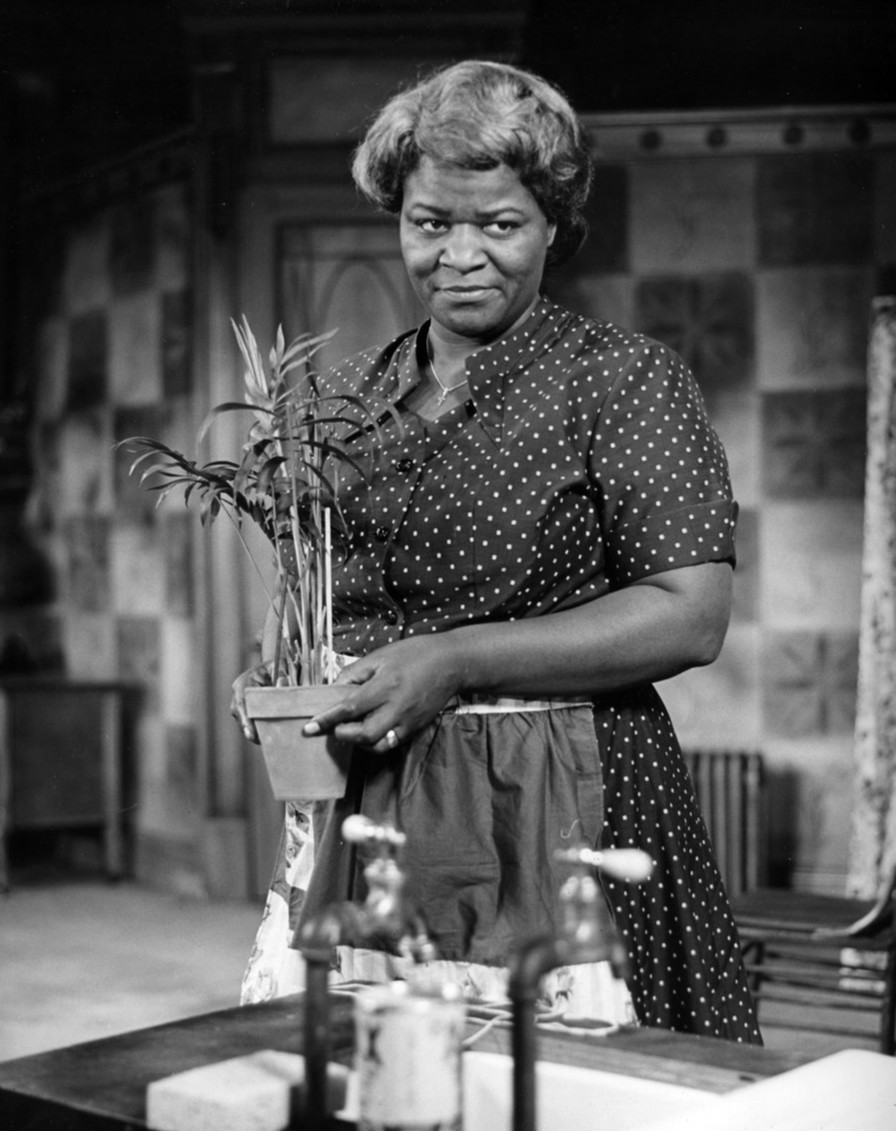
McNeil como Lena Younger na peça de 1959, A Raisin in the Sun.

Em 1961, McNeil recriou seu papel teatral de 1959 no filme A Raisin in the Sun e ficou tão identificada com o papel da matriarca que disse: “Houve um tempo em que eu representava o papel... Agora eu o vivo”. O jornalista do The New York Times Eric Pace resumiu o desempenho de McNeil explicando que ela tinha uma "presença dominante". Pace continuou: "Na tela, a senhorita McNeil era impassível, volumosa e serena como uma mãe tentando controlar seu filho (interpretado por Sidney Poitier) e querendo comprar uma casa respeitável para sua família."
Ela atuou em mais filmes, incluindo The Last Angry Man (1959), There Was a Crooked Man... (1970) e Black Girl (1972).
Ela também estrelou as peças Tiger Tiger Burning Bright (1962), The Amen Corner (1965) de James Baldwin, Something Different (1967), Her First Roman (1968), Wrong Way Light-Bulb (1969) e Contributions (1970). Em 1980, ela e Sam Levene estrelaram um filme de verão e uma turnê nacional da comédia de Henry Denker, Horowitz & Mrs. Washington.
McNeil apareceu em muitas séries de televisão, incluindo The DuPont Show of the Month (1957), The Nurses (1962), Profiles in Courage (1965) e Roots: The Next Generations (1979).
Quando ela apareceu no filme de 1959, The Last Angry Man, ela pesava quase 300 quilos. Em 1978, quando cantou no Michael's Pub em Manhattan, ela havia emagrecido até 70 quilos e comentou: "Perdi uma pessoa inteira".

## Vida pessoal
McNeil se casou quando tinha 19 anos com um marido que ela descreveu como um “homem maravilhoso”, cujo nome ela não revelou. Eles tiveram dois filhos. Seu marido morreu na Segunda Guerra Mundial. Ambos os seus filhos teriam sido mortos na Guerra da Coreia. Seu segundo casamento (com Herman McCoy) terminou em divórcio depois de dois anos em 1964.
Ela estudou Judaísmo, religião de seus pais adotivos, na juventude. Embora ela mantivesse um grande respeito por isso, mesmo dizendo que carregava consigo uma cópia do Talmude e da Bíblia onde quer que fosse, ela se converteu ao catolicismo em 1952 e era considerada uma devota.

## Aposentadoria e morte
Ela se aposentou em 1983 e dois anos depois mudou-se para o Actors' Fund Nursing Home em Englewood, Nova Jérsei. McNeil morreu lá em 25 de novembro de 1993, aos 76 anos, de complicações relacionadas ao diabetes.

## Filmografia selecionada

### Cinema
- The Last Angry Man (1959) - Sra. Quincy
- A Raisin in the Sun (1961) - Lena Younger
- There Was a Crooked Man... (1970) - Madame
- Black Girl (1972) - Mu' Dear

### Televisão
- The DuPont Show of the Month (1957) - Bernice Sadie Brown
- The Nurses (1963) - Sra. Hill
- Profiles in Courage (1965) - Sra. Haines
- Moon of the Wolf (1972) - Sara
- Cry Panic (1974) - Ethel Hanson
- Roots: The Next Generations (1979) - Irmã Will Ada